# Lionel Town
Lionel Town ist eine Kleinstadt im Süden Jamaikas. Sie befindet sich im County Middlesex im Parish Clarendon. Bei der Volkszählung von 2011 hatte sie 3609 Einwohner. Die Stadt wurde nach Lionel Smith benannt, der von 1836 bis 1839 Gouverneur von Jamaika war.

## Geografie
Lionel Town liegt nördlich der Jackson Bay, die von dem Ort durch dichten Urwald getrennt wird. Östlich grenzt die Stadt an ausgedehnte Mangrovenwälder. In direkter Nachbarschaft liegt westlich der Fischerort Rocky Point.

## Persönlichkeiten
- Karayme Bartley (* 1995), Sprinter
- Kevon Lambert (* 1997), Fußballspieler